# Сихасапа

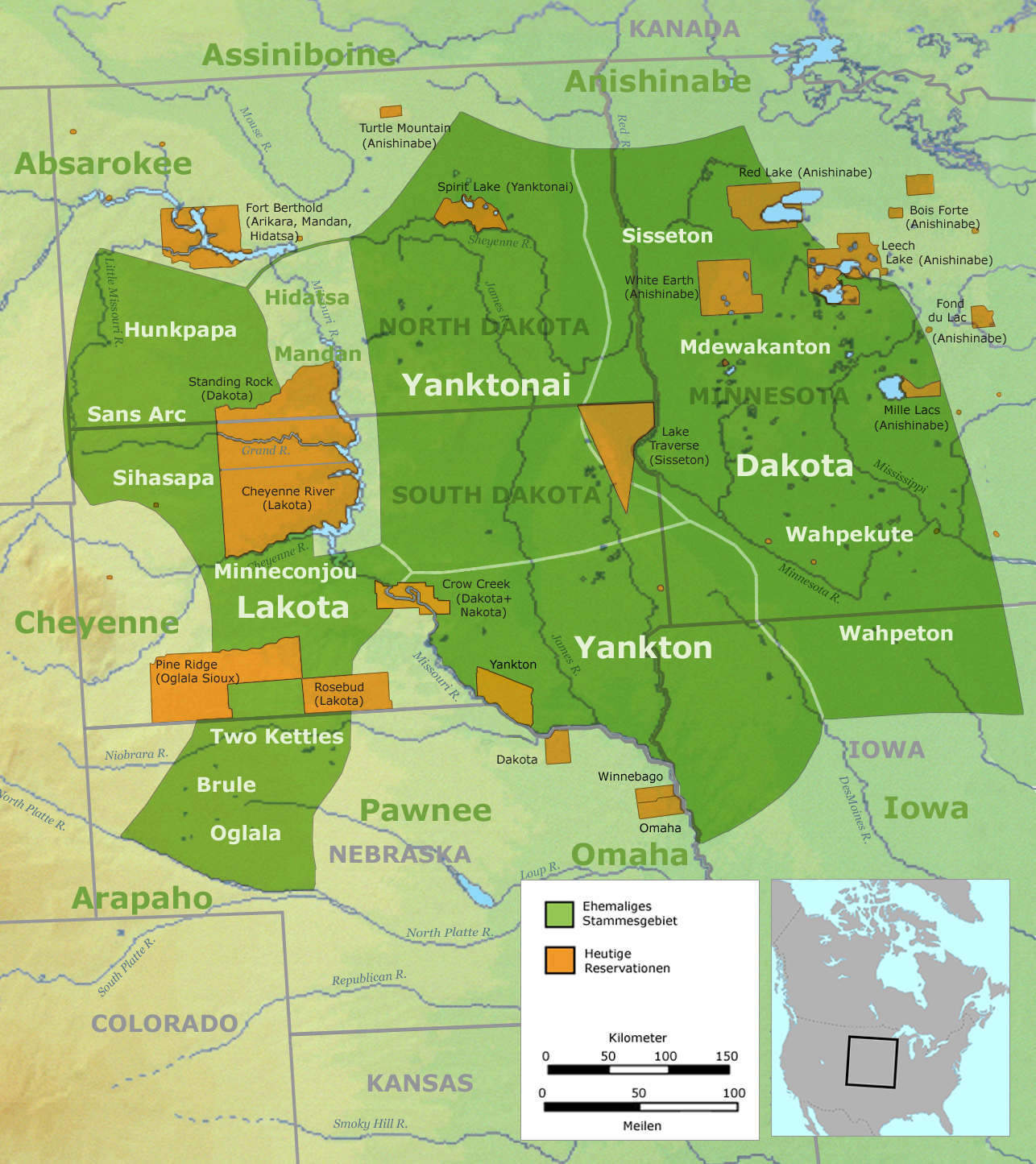
Историческая область расселения сихасапа и соседних племён.

Сиха́сапа, черноно́гие-си́у — индейское племя языковой семьи сиу. Входит в состав народа лакота. Название племени в переводе с языка лакота означает Черноногие.
Сихасапа вероятнее всего последними из лакота пересекли Миссури. Совместно с хункпапа и итазипчо они занимали единый район. Их лагеря часто ставились по соседству и люди регулярно участвовали в одних и тех же делах. Их история мало чем отличается от истории хункпапа. 
Современные сихасапа и их потомки проживают в двух резервациях  в Северной и Южной Дакоте.